# George Dawson Rowley
George Dawson Rowley (* 3. Mai 1822; † 21. November 1878 in Brighton, Sussex) war ein britischer Amateur-Ornithologe und Altertumsforscher. Er war Sammler von Vogelbälgen und -eiern sowie von archäologischen Artefakten.

## Leben
Rowley war der älteste Sohn von George William und Jane Catherine Rowley, geborene Maine. Sein Vater war Deputy Lieutenant für die traditionelle Grafschaft Rutland, Friedensrichter für Huntingdonshire, Lincolnshire und Rutland und im Jahr 1870 High Sheriff für Rutland. George Dawson Rowley studierte am Eton College und am Trinity College in Cambridge, wo er 1846 den Bachelor of Arts und 1849 den Master of Arts erlangte. Während seiner Studienzeit war er mit dem Ornithologen John Wolley (1824–1859) befreundet. 1849 heiratete er Caroline Frances Lindsay, Tochter des Archidiakons Charles Lindsay von Kildare und Enkelin von Rowleys Großvater Owsley Rowley (1754–1824). Das Paar hatte einen Sohn.
Ab 1875 gab Rowley auf eigene Kosten die ornithologische Fachzeitschrift Ornithological Miscellany heraus, die bis 1878 vierteljährlich veröffentlicht wurde. Für dieses Werk konnte er den Künstler John Gerrard Keulemans als Illustrator und die Ornithologen Adolf Bernhard Meyer, Otto Finsch, Henry Eeles Dresser, Osbert Salvin, Henry Seebohm, Arthur Hay, 9. Marquess of Tweeddale, John Henry Gurney, Alfred Newton, Philip Lutley Sclater und Richard Bowdler Sharpe als Beitragsschreiber gewinnen. Gelegentlich schrieb Rowley auch Beiträge für andere Fachzeitschriften, darunter The Zoologist, Field, Ibis und Proceedings of the Zoological Society.
In den Jahren 1877 und 1878 übersetzte er Prschewalskis Werk Монголия и страна Тангутов: трехлетнее путешествие в восточной нагорной Азии [Mongolija i strana Tangutov; trechletnee putešestvie v vostočnoj nagornoj Azii] (1876) über die Vogelwelt Turkestans ins Englische.
Rowley hatte ein ornithologisches Museum in seinem Wohnsitz, dem Chichester House, in Brighton, in dem sich neben je einem Ei des Elefantenvogels und des Moas auch zeitweise das einzige bekannte Ei des Känguru-Insel-Emus befand. Ein besonderes Interesse Rowleys galt dem ausgestorbenen Riesenalk, von dem er zwei Bälge sowie sechs Eier in seiner Sammlung hatte. Unter den Manuskripten in seinem Nachlass befinden sich, neben einigen anderen unveröffentlichten Aufsätzen mit historischem und antiquarischem Charakter, die Texte Bits and Fragments round a Saxon Saint, Chronicles of the Rowleys sowie Notizen für A History of Huntingdonshire. Sowohl in dieser Grafschaft als auch in Rutlandshire besaß er Familienbesitz.
Rowley war Mitglied der Zoological Society of London (gewählt 1866), der Linnean Society of London und der British Ornithologists’ Union.
1877 erlitt Rowley eine heftige Blutung der Lungen, der weitere Blutungen mit ähnlicher Natur folgten und seinen Gesundheitszustand erheblich verschlechterten. Er starb am 21. November 1878 im Alter von 57 Jahren. Sein Vater, der lange Zeit Invalide war, starb am selben Tag.

## Dedikationsnamen

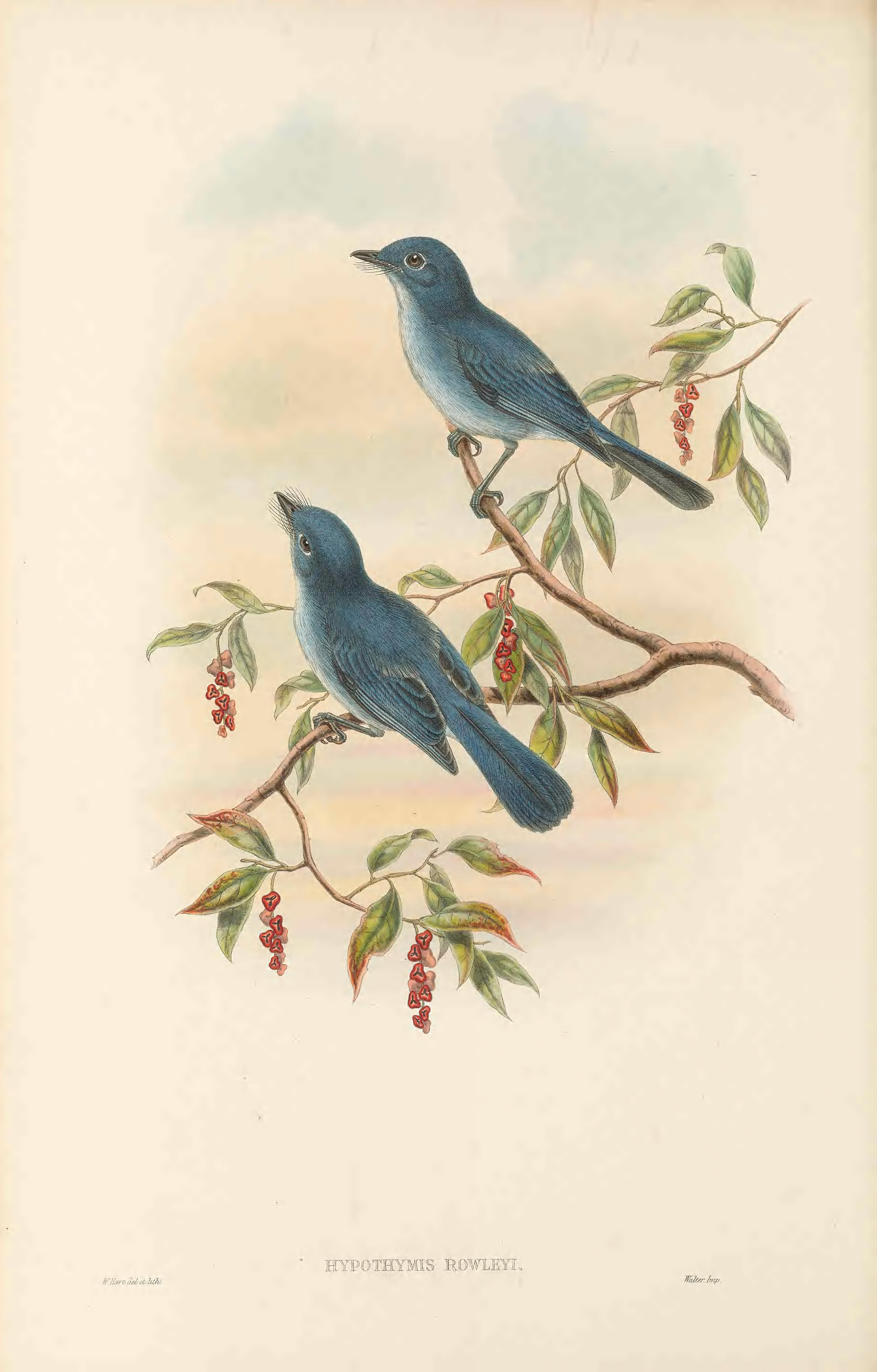
Der Blaumonarch (Eutrichomyias rowleyi) wurde 1878 von Adolf Bernhard Meyer in Rowleys Vogeljournal Ornithological Miscellany beschrieben und nach Rowley benannt.

1878 benannte Adolf Bernhard Meyer den Blaumonarch (Eutrichomyias rowleyi) zu Ehren von George Dawson Rowley. 1874 beschrieb Walter Buller das Taxon Platycercus rowleyi, das jedoch heute als Synonym für Cyanoramphus novaezelandiae gilt.